# 東栢站
東栢站（：／ Dongbaek yeok */?）是龍仁輕軌沿線的一座高架車站，位於韓國京畿道龍仁市器興區中洞。

## 車站結構
站體為2面2線側式月台的高架車站，候車月台設有月台幕門。

### 月台配置
| 御停 ↑ |
| \| 上  |
| ↓ 草堂 |

| 月台 | 路線        | 目的地            |
| ---- | ----------- | ----------------- |
| 上行 | ●龙仁轻电铁 | 器興方向          |
| 下行 | ●龙仁轻电铁 | 前垈·愛寶樂園方向 |

## 歷史
- 2013年4月26日：落成啟用。

## 車站周邊
- 石城初等學校
- 東栢洞居民福利中心
- 龍仁文化遺跡展示館
- 東栢圖書館
- 新韓銀行龍仁東栢分行
- NH農協銀行東栢分行
- 友利銀行龍仁東栢分行

## 相鄰車站
龍仁輕量電鐵
●龙仁轻电铁
御停（Y113）－東栢（Y114）－草堂（Y115）